# Leisure Village West-Pine Lake Park
Leisure Village West-Pine Lake Park is een plaats (census-designated place) in de Amerikaanse staat New Jersey, en valt bestuurlijk gezien onder Ocean County. De plaats maakt deel uit van township Manchester.

## Demografie
Bij de volkstelling in 2000 werd het aantal inwoners vastgesteld op 11.085.

## Geografie
Volgens het United States Census Bureau beslaat de plaats een oppervlakte van
9,8 km², geheel bestaande uit land.

## Plaatsen in de nabije omgeving
De onderstaande figuur toont nabijgelegen plaatsen in een straal van 8 km rond Leisure Village West-Pine Lake Park.